# Działko Typ 2
Działko Typ 2 (karabin maszynowy Marynarki Typ 2) – działko lotnicze kalibru 30 mm zaprojektowane dla Japońskiej Cesarskiej Marynarki Wojennej w okresie II wojny światowej.  Działko bazowało na licencyjnym Oerlikonie FF.

## Nazwa
W Cesarskiej Marynarce Wojennej wszystkie automatyczne karabiny i działka lotnicze bez względu na ich kaliber określane były mianem kijuu (skrót od kikan juu czy „karabin maszynowy”), dalsze oznaczenie to rok wprowadzenia do służby i pokazywało dwie ostatnie cyfry roku według kalendarza japońskiego (2602 - 1942 w kalendarzu gregoriańskim).  W przypadku wprowadzenia modyfikacji w wyniku których powstał nowy model tej samej broni otrzymywała ona oznaczenie gata („model”), mniejsze modyfikacje w ramach tego samego modelu oznaczane były słowem kai (kaizo - „modyfikacja”, „zmiana”), na przykład oznaczenie 99 shiki 3 gata kai 2 jest tłumaczone jako „typ 99, model 3, druga modyfikacja”.

## Historia
W 1935 japońska Marynarka zakupiła przez podstawione osoby trzecie po kilka egzemplarzy działek Oerlikona FF F, FF L i FF S, które zostały zbadane i bardzo wysoko ocenione.  W 1937 utworzono firmę Dainihon Heiki KK która dzięki pomocy Marynarki zakupiła licencje do budowy wszystkich trzech działek.  Od 1939 firma Dainihon Heiki prowadziła już na dużą skalę produkcję seryjną działek Typ 99-1 i 99-2.
W 1942 dowództwo Marynarki rozpisało konkurs 17-shi na nowy „karabin maszynowy dużego kalibru”, w odpowiedzi w różnych wytwórniach powstało kilka mniej i bardziej udanych konstrukcji.  Kierownictwo Dainihon Heiki dowiedziało się o planowanym konkursie zanim został jeszcze rozpisany i w zakładach rozpoczęto planowanie nowego działka bez pełnej wiedzy na temat wymagań stawianym nowej konstrukcji.  Nowe działko Dainihon Heiki było powiększonym Oerlikonem FF i jak się okazało, nie spełniało ono wszystkich założeń konkursu.  W porównaniu z wymaganiami konkursowymi szybkostrzelność działka była zbyt niska, pociski miały za małą moc i nie było ono zasilane z taśmy.
Pomimo oczywistych problemów z nową konstrukcją, zamówiono krótką serię nowych działek które zostały wyprodukowane dopiero w 1943.  Testy nowej broni miały się odbyć sierpniu 1943 na Rabaulu ale ostatecznie odbyły się dopiero na wiosnę 1944 w Truk.  Wyprodukowana w niewielkich ilościach broń używana była w latach 1945-45.
Działko montowane było w późnych modelach Zera, Mitsubishi J2M, Yokosuka P1Yi być może Nakajima J1N1-S.